# Casa de Rock
Casa de Rock é o terceiro álbum de estúdio da banda brasileira Casa das Máquinas, lançado pela gravadora Som Livre, em dezembro de 1976, e gravado nos Estúdios Level, entre junho e outubro do mesmo ano. O disco apresenta uma sonoridade mais próxima do rock e do hard rock, com poucos momentos de rock progressivo. Por outro lado, as letras das canções deixam de lado a religiosidade e espiritualidade dos primeiros discos - com a saída de Aroldo Santarosa, mas mantém a temática ligada aos movimentos contracultural e hippie. O álbum foi relançado em CD nos anos de 1995 e 2016.

## Antecedentes
Com a saída de Cargê logo após a gravação do último álbum, a banda sai em turnê com Piska revezando entre a guitarra e o baixo. É com essa formação que a banda entra em estúdio em junho de 1976 para gravar este disco. Entretanto, Netinho, após viagem à Londres, resolve convidar Simbas para assumir os vocais do grupo. O baterista já conhecia o vocalista por ter assistido diversos shows da sua banda de baile - o Mountry - a convite de um jornalista, o Carlos Alberto Caramez, que escrevia para a Revista Pop. Além disso, após o início da parceria no disco anterior, aqui, Catalau - que viria a integrar a banda Golpe de Estado, compõem quatro músicas com Netinho.

## Gravação e produção
Quando as gravações começaram, nos Estúdios Level, a banda ainda não contava com Simbas no vocal. Foi apenas a partir de julho, quando Netinho voltou de viagem a Londres, que Simbas começou a participar das gravações, colocando vozes nas faixas que já haviam sido compostas. Ele ainda sugeriu a gravação de uma canção de seu antigo grupo, "Stress", o que foi aceito pelo resto do grupo. As gravações só puderam ser finalizadas em ouubro com o auxílio de Don Lewis - técnico de gravação que veio ao Brasil com Alice Cooper em 1974 e por aqui ficou - que incentivou a banda a gravar como tocavam ao vivo: com todos os instrumentos tocados juntos, ao mesmo tempo.

## Resenha musical
O disco abre com "Casa de Rock", uma canção típica de rock que defende que o estilo pode ser o remédio para tudo, desde problemas pessoais, até para o autoritarismo do sistema vigente. Em seguida, "Jogue Tudo pra Cabeça" continua na mesma toada, parecendo uma continuação da canção anterior. Aqui, o grupo explicita que não tem mensagens políticas, mas apenas quer divertir e fazer dançar. A primeira balada do disco é "Certo Sim, Seu Errado", que mostra que as preocupações do grupo eram mais com o modo de viver do que com a situação política do país - que apenas era abordada de relance quando era percebida como limitadora da liberdade de se viver como se queria. Assim, essa canção pode ser interpretada como se dirigindo tanto à censura e às regras de costumes impostas pelo governo, quanto à cobrança de engajamento por parte da classe intelectual e artística. Na sequência, "Stress" é um manifesto contra o mundo moderno e agitado. Fechando o lado, "Londres" é um pesado hard rock que descreve a experiência de Netinho com as suas viagens à capital inglesa, uma cidade que ele vê como tomada pelo rock.
O lado B abre com "Doutor Medo" que mostra as angústias em relação ao vazio da vida moderna e ao desejo por amor. "Mania de Ser (Pecados Banais)" e "Sonho de um Vagabundo (Lei do Sonho de um Vagabundo)" são outras duas baladas do álbum. "Essa É a Vida" é uma afirmação da vontade e alegria de viver. Finalmente, "Eu Queria Ser" é o momento mais progressivo do disco e tem como tema os ideais do movimento contracultural e hippie, como amor, utopia, igualdade e liberdade.

## Recepção

### Lançamento e promoção
O álbum foi lançado pela gravadora Som Livre em dezembro de 1976. Para a promoção, foi lançado um compacto duplo - dividido com outros artistas - contendo a canção "Casa de Rock" e, também, foi gravado um vídeoclipe para exibição no programa Fantástico, da Rede Globo, com a banda realizando uma performance da música a bordo do NtrT Ary Parreiras - G21, embarcação pertencente à Força de Transporte da Marinha de Guerra do Brasil. Ainda, também em 1977, a banda chegou a ter uma performance gravada na TV Tupi para exibição no programa Som Pop censurada devido à performance andrógina de Simbas. Assim, após a finalização da gravação, a banda saiu em turnê pelo país com um novo baixista, João Alberto.

### Recepção da crítica
| Críticas profissionais | Críticas profissionais |
| Avaliações da crítica  | Avaliações da crítica  |
| Fonte                  | Avaliação              |
| ---------------------- | ---------------------- |
| A Escotilha            | Positiva               |

Daniel Pala Abeche, escrevendo para o portal A Escotilha, ressalta a importância que a entrada de Simbas tem para este trabalho, já que a potencia vocal do cantor permitiu ao grupo explorar outros níveis de hard rock, com muita energia e influência nítida dos Stones, algo raro em discos brasileiros de rock. Além disso, mesmo em baladas e canções mais cadenciadas a banda mostra uma coesão singular. Assim, apesar da existência de um ou outro momento que lembrem o progressivo do disco anterior, é nos rocks feitos para escutar alto, dançar e se divertir que o grupo mostra a sua força.

### Relançamentos
O álbum foi relançado em CD em 1995 e em 2016.

## Faixas
Todas as faixas escritas e compostas por Piska e Netinho, exceto onde indicado. 
| Lado A |                         |                           |         |  |
| N.º    | Título                  | Compositor(es)            | Duração |  |
| 1.     | "Casa de Rock"          | Piska / Netinho / Catalau | 3:51    |  |
| 2.     | "Jogue Tudo pra Cabeça" |                           | 3:51    |  |
| 3.     | "Certo Sim, Seu Errado" | Netinho / Catalau         | 3:16    |  |
| 4.     | "Stress"                | Simbas / Marcos Possato   | 3:07    |  |
| 5.     | "Londres"               | Piska / Netinho / Catalau | 3:19    |  |

| Lado B         |                                                        |                           |         |  |
| N.º            | Título                                                 | Compositor(es)            | Duração |  |
| 6.             | "Doutor Medo"                                          | Piska / Netinho / Catalau | 4:46    |  |
| 7.             | "Mania de Ser (Pecados Banais)"                        |                           | 4:02    |  |
| 8.             | "Sonho de um Vagabundo (Lei do Sonho de um Vagabundo)" |                           | 4:44    |  |
| 9.             | "Essa É a Vida"                                        |                           | 3:54    |  |
| 10.            | "Eu Queria Ser"                                        |                           | 5:28    |  |
| Duração total: | Duração total:                                         | Duração total:            | 40:18   |  |

## Créditos
Créditos dados pelo Discogs.

### Músicos
- Simbas: vocal
- Piska: guitarra, baixo, strings, violão de doze cordas, minimoog e vocais
- Mário Testoni Júnior: órgão Yamaha, piano acústico, piano fender, minimoog e elka strings
- Mário Franco Thomas: bateria, percussão e vocal
- Netinho: bateria, percussão, moog drums e vocal em "Certo Sim, Seu Errado"

### Ficha técnica
- Coordenação Geral: João Araújo
- Direção de arte: Guto Graça Mello
- Produção: Netinho e Don Lewis
- Arranjos: Casa das Máquinas
- Técnico de som: Don Lewis
- Mixagem: Don Lewis e Netinho
- Produção da capa: Netinho e Sidney Biondani
- Arte da capa: Sidney Biondani e Carlão